# Lady Lovibond (schip)
De Lady Lovibond (soms geschreven als Luvibond) was een schoener die op de Goodwin Sands, voor de kust van Kent, op 13 februari 1748 schipbreuk leed.

## Beschrijving
Er wordt wel gezegd dat het schip iedere vijftig jaar verschijnt als spookschip. Het schip was op 13 februari op zee omdat haar kapitein, Simon Reed (sommige bronnen noemen hem Simon Peel), net getrouwd was en deze gebeurtenis vierde met een zeereisje. Volgens diverse bronnen zou het schip naar Porto in Portugal varen. Ondanks het bijgeloof van de zeelieden dat een vrouw aan boord ongeluk bracht had Reed toch zijn bruid, Annetta, meegenomen op het schip. Volgens de overlevering was zijn eerste man aan boord, John Rivers, een concurrent in de liefde geweest; hij was, nog steeds woedend en jaloers, bezig met werkzaamheden aan dek. Terwijl de kapitein, zijn vrouw en de gasten het huwelijk aan het vieren waren op het benedendek kreeg de eerste man een aanval van jaloerse woede. Hij pakte een zware paal van de railing, wandelde zachtjes naar de man achter het stuur en sloeg hem bewusteloos. Rivers pakte toen dit stuurwiel en stuurde het schip naar de verraderlijke en beruchte Goodwin Sands, een keten van zandbanken, waardoor iedereen gedood werd. Deze daad werd tijdens een later onderzoek afgedaan als een noodlottig ongeluk.
De eerste keer dat de Lady Lovibond hierna werd gezien was op 13 februari 1798; dat was zowel door de Edenbridge, kapitein James Westlake, als door een vissersboot. Toen het schip in 1848 verscheen dachten lokale vissers dat er een ramp was gebeurd en zij zonden reddingsboten ernaartoe vanaf Deal in de hoop nog enige mensen te kunnen redden. Kapitein Bull Prestwick zag de Lady Lovibond in 1948 en vertelde dat zij heel echt leek maar een groenig licht afgaf. In de gebieden van de Goodwin Sands komen meer spookschepen voor; de Lady Lovibond deelt dit gebied met nog twee spookschepen, de Monrose en de Srewsbury. De plaats is daarnaast ook de plek waar het legendarische eiland Lomea zou hebben gelegen. In 1998 is het schip niet gezien.